# Funktionstextilie

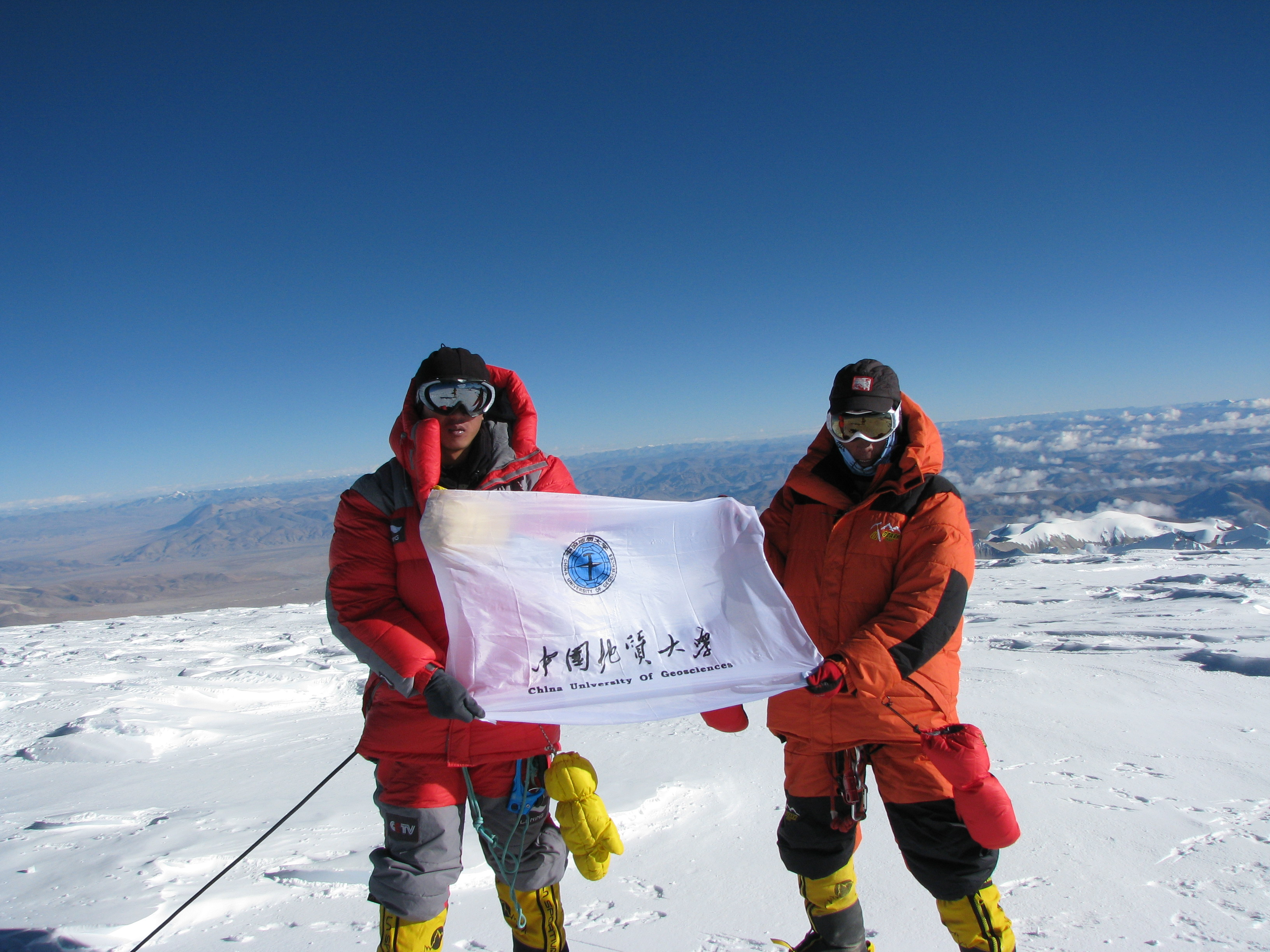
Bergsteiger am Cho Oyu mit Funktionsbekleidung

Als Funktionstextilien bezeichnet man Bekleidung und Heimtextilien aus Fasern, Garnen, Geweben und Gewirken bzw. Stoffen mit funktionellem Mehrwert. Häufig werden Funktionstextilien für Outdoor-Bekleidung verwendet. 

## Eigenschaften
Je nach Einsatzzweck kann Funktionskleidung die folgenden Eigenschaften haben:
- winddicht
- wasserdicht
- atmungsaktiv
- thermoregulierend
- schmutzabweisend
- antimikrobiell
- flammhemmend
- UV-beständig
- elektrisch abschirmend
- elastisch
- strapazierfähig
- pflegeleicht
- chemikalienresistent
- leicht
- wärmend/kühlend

## Materialien
Für die Herstellung von Funktionstextilien werden sowohl Chemiefasern als auch Naturfasern wie auch eine Mischung aus beiden Materialien (sog. Mischgewebe) verwendet.

### Naturfaser
Bei Naturfasern wird vor allem Merinowolle verwendet. Diese hat aufgrund der antibakteriellen Wirkung eine sehr geringe Geruchsbildung und kann dadurch auch mehrere Tage in Folge getragen werden, ohne einen unangenehmen Geruch anzunehmen. Obwohl Naturfasern den Körperschweiß nicht so gut abgeben können wie Kunstfasern, werden sie dennoch gerne verwendet, da sie bis zu einem Drittel ihrer Masse an Flüssigkeit aufnehmen können, ohne sich nass anzufühlen. Merinowolle wurde 1994 vom Hersteller Icebreaker erstmals verwendet und wird auch heute noch in großem Stil von diesem Unternehmen verarbeitet.

### Chemiefaser
In Skiunterwäsche aus Chemiefasern werden unter anderem Polyester, Nylon (Polyamid), Polyacryl wie auch Polyurethan (Elastan) verwendet. Chemiefasern können sehr schnell Schweiß aufnehmen und diesen an die nächste Kleidungsschicht abgeben. Dadurch wird der Träger stets trocken gehalten und der Körper kann sich gut aufwärmen und kühlt nicht so schnell ab. Allerdings können sich in Chemiefasern geruchsbildende Bakterien gut vermehren. Um dies zu verhindern, werden in das Material Silberionen eingewoben, welche aber bei einigen Trägern eine sogenannte Textildermatitis auslösen können.

## Atmungsaktivität
Atmungsaktivität sogenannter Klimastoffe bezeichnet die Fähigkeit, Wasserdampf entweichen zu lassen. Sie wird gemessen in Gramm (g) Wasserdampf pro Quadratmeter (m²) über 24 Stunden. Das bedeutet, dass bei einer Atmungsaktivität von z. B. 5000 in 24 Stunden 5000 g Wasserdampf durch einen Quadratmeter dieser Textilie austreten können. Durch 1 m² Membran können 30 bis 300 g Dampf pro Stunde entweichen. Das Maß hierfür ist die Wasserdampfdurchlässigkeit (MVTR). Bei extremer Belastung sondert der Körper die zehnfache Menge ab, bis zu zwei Liter Schweiß pro Stunde, so dass hier auch bei hoch atmungsaktiven Funktionstextilien schnell die Grenzen erreicht werden. Bei feucht-warmem Wetter mit Temperaturen oberhalb von 15 °C funktionieren Klimamembranen nur sehr eingeschränkt. 
Der Sinn der „Atmungsaktivität“ besteht darin, feuchte Textilien zu verhindern und ein Abtrocknen bereits während des Gebrauchs zu ermöglichen. Feuchter Stoff leitet Wärme besser und zugleich nimmt die Wärmedämmfähigkeit ab. Beide Effekte führen dazu, dass der Körper Wärme verliert. Zusammen mit Windchill-Effekten würde der Körper schneller auskühlen. Außerdem erhöht die Feuchte das Gewicht der Kleidungsmittel oder des Gepäcks.

## Mehrschichtenbekleidung
Ober- und Unterbekleidung (Zwiebelschalenprinzip) müssen aufeinander abgestimmt sein. Die Unterwäsche soll Schweiß und Feuchtigkeit von der Hautoberfläche durch das Textil hindurch transportieren. Dies erfordert Fasern mit einem guten Feuchtetransportvermögen, die selbst nur wenig Feuchtigkeit aufnehmen. Beispiele für synthetische Fasern sind: Polyester (PES), Polyamid (PA) oder Polypropylen (PP). Zusätzlich ist ein gutes Thermoregulationsverhalten wünschenswert. Wolle (WV) und Wollmischungen haben sich hier als vorteilhaft herausgestellt. Baumwolle oder Viskose (CV) mit einem hohen Speichervermögen für Wasser sind ungeeignet.
Die innere Oberbekleidung, Pullover aus Wolle oder Fleece, isoliert den Körper gegen Kälte. Fleece ist ein Gewirk aus Polyester-Fasern. Es ist leichter als Wolle. Es ist zwar nicht winddicht, aber auch bei Nässe formbeständig, leicht waschbar und schnell trocknend.
Die äußere Oberbekleidung schützt gegen Wind und Wetter. Die Gewebe sind robust (wo z. B. Rucksackgurte scheuern könnten), besonders weich und anschmiegsam, wo es auf Bewegungsfreiheit ankommt, und erhöht wasserdampfdurchlässig in Bereichen hoher Schweißaussonderung.
Soft Shells sind Bekleidung der neuesten Generation. Sie kombinieren die äußere und mittlere Bekleidungsschicht in einer Jacke. Das Material ist weich und anschmiegsam.

## Smart Clothes
Unter Smart Clothes versteht man Bekleidung mit intelligenter Funktion. Sie ist vor allem „smart“ durch die Integration von intelligenten, meist elektronischen Komponenten (electronic wear).
Funktionen der Intelligenten Textilien:
- Leuchtende Textilien
- Integration von Elektronikmodulen
- Energieerzeugende Textilien
- Identifizierende Textilien
- Schützende Textilien
- Stoffabgebende Textilien
- Adaptive Textilien
- Sensorische Textilien
- Wärmende/heizende Textilien

## Everywear
Darunter fallen Bekleidungsstücke, die aufgrund ihres funktionellen Materials oder ihrer variablen Trageeigenschaften vielseitige Anwendung finden, z. B. für jedes Wetter, für alle Tage. Das können z. B. Jacken meist aus Funktionsmaterialien sein, die sich durch ein- oder ausbauen der Innenjacke von Sommer- zu Winterjacken wandeln können. Aber auch Hosen mit variabler Beinlänge fallen in diese Kategorie. Wärmeregulierende Materialien sind Grundlage für Bekleidungsstücke, die z. B. Temperaturunterschiede ausgleichen und so angenehmen und gleichbleibenden Tragekomfort zu verschiedenen Wetterverhältnissen bieten.

## Membran-Systeme
Bekannte Markennamen für Funktionstextilien sind Gore-Tex und Sympatex. Sie sind gleichzeitig Beispiele für verschiedene Funktionsprinzipien für Membrane. Gore-Tex enthält eine Teflon-Folie mit mikroskopisch kleinen Poren, die eine Barriere gegen Wasser bilden, aber Wasserdampf hindurch lassen. Folien nach dem Prinzip von Sympatex sind makroskopisch geschlossen und enthalten keine Poren. Wasserdampf kann dennoch hindurchtreten, da funktionelle Gruppen im Kunststoff einen Wasserdampfaustausch ermöglichen. 

## Kritik
Materialien, die halogenierte Kohlenwasserstoffe, Fluorkohlenwasserstoffe, Fluortelomeralkohole oder Perfluoroctansäure enthalten, sind bei der Entsorgung und beim Gebrauch problematisch. Da diese Stoffe nur sehr schlecht abgebaut werden und sich in organischem Gewebe anreichern, stellen sie langfristig ein Gesundheitsproblem dar. Dies ist bei vielen Membranen, unter anderem auch bei Gore-Tex, der Fall.